# Dyje
El Dyje en txec i Thaya en alemany Thayaés un riu de l'Europa central, afluent del riu Morava. Té cap a 285 km de llargada i meandres d'oest a est a la zona fronterera entre el nord d'Àustria i la part sud de la regió de Moràvia (República Txeca), però de fet no segueix fidelment la línia fronterera en certs trams. És la unió de dos petits rius, anomenats Dyje alemany i Dyje moravi (en txec Moravská Dyje, en alemany Mährische Thaya), la confluència dels quals es troba a l'altura de Raabs an der Thaya. El seu nom prové del germànic oriental * Dūhja que significa fang o pantà.
En terrenys elevats, el Dyje passa per coves profundes, passant per castells i palaus. A Moràvia, ha estat recollit en embassaments en diferents trams.
Ciutats i pobles importants prop del Dyje: 
- Waidhofen an der Thaya
- Raabs an der Thaya
- Drosendorf
- Vranov nad Dyji
- Hardegg
- Znojmo
- Laa an der Thaya
- Lednice
- Břeclav